# Enrique Beltrán Mullin
Enrique Beltrán Mullin (Montevideo, 4 de febrero de 1918 − 16 de diciembre de 2013) fue un abogado, periodista y político uruguayo perteneciente al Partido Nacional.

## Biografía
Hijo del político Washington Beltrán Barbat y de Elena Mullin Moenckeberg. 
Se graduó como abogado en la Universidad de la República, donde también fue docente de Derecho Público y mereció el reconocimiento de Justino Jiménez de Aréchaga.
Redactor político del diario El País, en el que también escribió crítica teatral. Junto con su hermano Washington Beltrán Mullin continuó la profesión de su padre, cofundador de dicho diario. 
También siguió la tradición política familiar siendo diputado en cuatro oportunidades por el Partido Nacional, sector Divisa Blanca, Lista 400. Participó en las conversaciones que llevaron a la reunificación del Nacionalismo Independiente con el tronco tradicional del partido. Presidió comisiones parlamentarias e integró delegaciones uruguayas en foros internacionales. Integró también el Directorio de su Partido. Durante la presidencia de Jorge Pacheco Areco, en la Cámara de Representantes planteó un juicio político al presidente, que a la postre no pudo prosperar por falta de apoyo en el Senado.
En febrero de 1988, cuando cumplió sus 70 años, se le hizo un homenaje en el Teatro del Centro, ocasión en la cual Wilson Ferreira Aldunate hizo su última aparición pública.
Durante los últimos años de vida siguió escribiendo columnas sobre temas de actualidad, en El País, donde por su trayectoria ocupaba el cargo de Director Consultor.
Falleció el 16 de diciembre de 2013 a los 95 años.